# Austrolycopodium fastigiatum
Austrolycopodium fastigiatum là một loài thực vật có mạch trong Họ Thạch tùng. Loài này được (R. Br.) Holub mô tả khoa học đầu tiên năm 1991.